# Planodes johorensis
Planodes johorensis là một loài bọ cánh cứng trong họ Cerambycidae.